# کابوی بیباپ
کابوی بیباپ (به ژاپنی: カウボーイビバップ, Kaubōi Bibappu) عنوان یک مجموعه تلویزیونی انیمه وسترن فضایی ژاپنی، تولید استودیو سانرایز است که به رهبری تیم تولیدی متشکل از کارگردان شینیچیرو واتانابه، فیلم‌نامه‌نویس کِیکو نُبوموتو، طراح شخصیت‌ها توشیهیرو کاواموتو، طراح مکانیک کیمیتوشی یامانه، و آهنگ‌ساز یوکو کانو می‌باشد، که به‌طور کلی تحت نام هاجیمه یاتاته نامگذاری شده‌اند. این مجموعه توسط انتشارات کادوکاوا شوتن به مانگا هم برگردانده شده‌است. مجموعه انیمه کابوی بیباپ از ۳ آوریل تا ۲۶ ژوئن ۱۹۹۸ در شبکه تی‌وی توکیو و فقط به تعداد ۱۲ قسمت پخش شد. سپس تمامی ۲۶ قسمت این سری از اکتبر تا آوریل ۱۹۹۹ در شبکه WOWOW پخش شد. داستان مجموعه در سال ۲۰۷۱ روایت می‌شود، و زندگی یک خدمه شکارچی جایزه‌بگیر را در سفینه‌ای فضایی به نام «بی‌باپ» دنبال می‌کند. اگرچه داستان مجموعه دارای طیف گسترده‌ای از ژانرها است، اما بیشتر از سبک‌های وسترن، نوآر با زمینه علمی-تخیلی تأثیر پذیرفته‌است، و راجع به ماجراهای یک گروه ۴ نفری لژیونر متشکل از اسپایک اسپیگل، جت بلک، فِی ولنتاین و ادوارد وُنگ می‌باشد. برجسته‌ترین مضامین آن عبارتند از هستی گرایی، حوصله‌سررفتگی، تنهایی و ناتوانی در فرار از گذشته‌است.
این مجموعه در سال ۱۹۹۸ تولید گردید و به حدی موفقیت کسب کرد که به‌دنبال آن یک بازی ویدئویی در سال ۱۹۹۸، فیلمی سینمایی در سال ۲۰۰۱ و یک مجموعه تلویزیونی آمریکایی در سال ۲۰۲۱ ساخته شد.